# رید (روستا)
ریئد (به هلندی: Ried) یک منطقهٔ مسکونی در هلند است که در فرانکرادیل واقع شده‌است. ریئد ۴۳۵ نفر جمعیت دارد.